# Wittenheim
Wittenheim is een gemeente in het Franse departement Haut-Rhin (regio Grand Est). De plaats maakt deel uit van het arrondissement Mulhouse. Wittenheim telde op 1 januari 2022 15.491 inwoners.
De gemeente vlak bij Mulhouse heeft een industrieel verleden.

## Geschiedenis

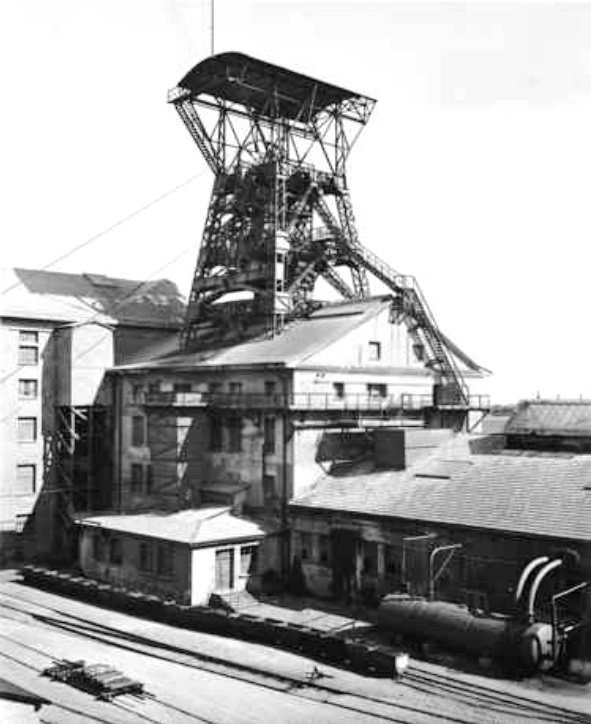
Mijnschacht Fernand ouest

Archeologen hebben resten van een Romeinse villa gevonden op het grondgebied van de gemeente.
De plaats werd voor het eerst vermeld in 829 als Witanhaim. Waarschijnlijk al in de 11e eeuw was er een kasteel in Wittenheim. Op 25 november 1632, tijdens de Dertigjarige Oorlog, werd het kasteel verwoest door Zweedse troepen en het dorp werd in brand gestoken. Tot 1648 behoorde de plaats bij het Habsburgse Voor-Oostenrijk, daarna werd ze Frans. In het ontvolkte dorp kwamen immigranten uit Zwitserland te wonen.
Onder het Duitse Rijk (de Elzas was tussen 1871 en 1918 Duits) kende de gemeente een grote transformatie. In 1887 werd de bank Caisse du Crédit Mutuel opgericht als coöperatieve bank voor de plaatselijke landbouwers. In 1888 werd een textielfabriek (Kullmann) geopend in Wittenheim. Voor de arbeiders werd een woonwijk gebouwd. Er kwam ook een tramlijn naar Mulhouse. In 1900 breidde de firma Kullman nog uit en stelde 890 mensen te werk. In de gemeente werden aan het begin van de 20e eeuw lagen potas ontdekt op een diepte tussen 448 en 560 meter en er werden verschillende mijnen geopend: Anna (1907), Fernand, Théodore en Prince Eugène. Er werden arbeiders aangetrokken uit de rest van Duitsland en uit Polen.
In januari 1945 brandde het centrum van de gemeente met de barokke kerk Sainte-Marie af na een Duits bombardement. Bij de wederopbouw verdwenen de laatste gebouwen die herinnerden aan de oorsprong van Wittenheim als landbouwdorp. Tussen 1972 en 1986 sloten alle potasmijnen.

## Geografie
De oppervlakte van Wittenheim bedroeg op 1 januari 2022 19,01 vierkante kilometer; de bevolkingsdichtheid was toen 814,9 inwoners per km².
De gemeente ligt op 8 km van Mulhouse. Het reliëf is heuvelachtig met onder andere de Horoederenhubel. In het westen van de gemeente ligt het bos van Nonnenbruch. Naast het centrum telt de gemeente drie wijken, Fernand Anna, Jeune-Bois en Sainte-Barbe met daartussen een onbebouwd landbouwgebied, Mittelfeld.
De onderstaande kaart toont de ligging van Wittenheim met de belangrijkste infrastructuur en aangrenzende gemeenten.

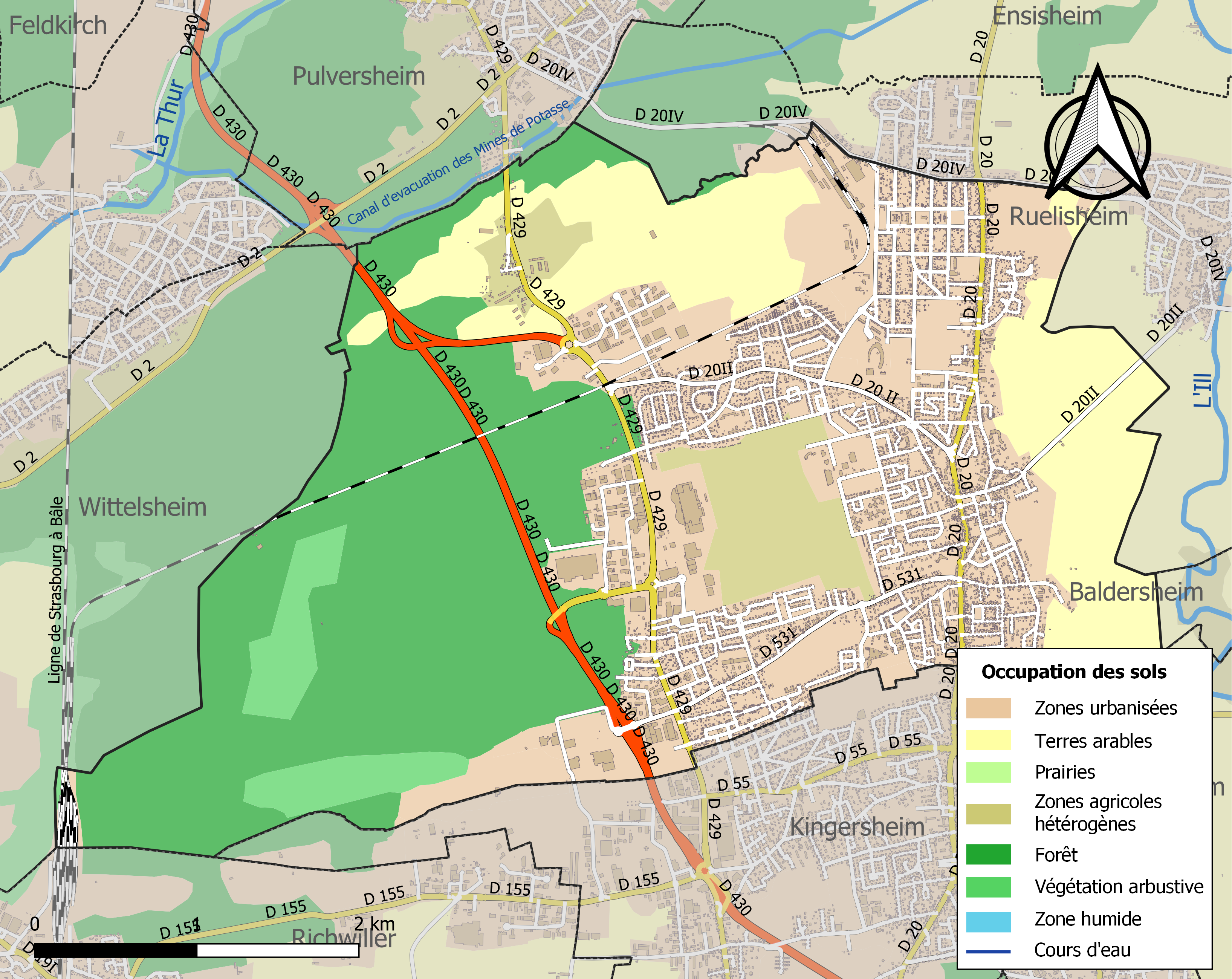

## Demografie
In 1793 telde de gemeente 941 inwoners, in 1926 4.547 inwoners.
Onderstaande figuur toont het verloop van het inwonertal (bron: INSEE-tellingen).